# Stok kontynentalny

Formy ukształtowania dna oceanicznego

Stok kontynentalny − wąski fragment cokołu kontynentalnego o znacznie większym  nachyleniu  niż szelf - przeciętnie 3-6°, ale może być znacznie większe. Jest zbudowany z tych samych skał co ląd, ograniczony z jednej strony szelfem (od głębokości 130 m), a z drugiej przechodzi w rów oceaniczny, albo w podnóże kontynentalne i dalej w głębię oceaniczną (3500–4000 m i więcej). Stoki kontynentalne są często poprzecinane przez kaniony podmorskie, często stanowiące przedłużenie dolin rzecznych.